# Hippolyte zostericola
Hippolyte zostericola är en kräftdjursart som först beskrevs av Sidney Irving Smith 1873.  Hippolyte zostericola ingår i släktet Hippolyte och familjen Hippolytidae. Inga underarter finns listade i Catalogue of Life.